# La Truchère
La Truchère település Franciaországban, Saône-et-Loire megyében. Lakosainak száma 204 fő (2022. január 1.). La Truchère Sermoyer, Préty, Ratenelle és Le Villars községekkel határos.

## Népesség
A település népességének változása:
| Lakosok száma | 201  | 219  | 225  | 226  | 220  | 214  | 208  | 204  | 204  |
|               | 2013 | 2015 | 2016 | 2017 | 2018 | 2019 | 2020 | 2021 | 2022 |